# Чумаковский сельский совет (Днепровский район)
Чумаковский сельский совет (укр. Чумаківська сільська рада) — входит в состав
Днепровского района Днепропетровской области Украины.
Административный центр сельского совета находится в селе Чумаки.

## Населённые пункты совета
- с. Чумаки
- с. Виноградное
- пос. Заря
- с. Маевка

## Ликвидированные населённые пункты совета
- с. Долина
- с. Карла Либкнехта